# Falkenberg, Berlin
Falkenberg är en stadsdel i stadsdelsområdet Lichtenberg i östra Berlin i Tyskland.
Falkenberg inkorporerades i Berlin 1920 och kom då att ingå i stadsdelsområdet Weissensee.